# Chanson d'automne
Chanson d'automne és un dels poemes més famosos de Paul Verlaine. Va aparèixer al llibre Poèmes saturniens el 1866.

## Ràdio Londres per a "la resistence"
La seva primera estrofa, lleugerament alterada, va ser utilitzada per Ràdio Londres a principis del mes de juny de 1944 per donar l'ordre als sabotejadors de trens de la xarxa Ventriloquist de Philippe de Vomécourt, agent francès de l'Executiu d'Operacions Especials, per fer explotar els seus objectius. Aquest va ser un dels 354 missatges que es van enviar a les diferents xarxes SOE de França. Aquests versos de Verlaine estaven destinats només a Ventriloquist, cada xarxa rebia missatges específics.
L'1 de juny «Les sanglots longs des violons d'automne» indica als membres sabotejadors de la xarxa que estiguin preparats. El 5 de juny, a les 21.15 hores, s'envien les segones parts dels missatges, ordenant passar a l'acció: per Ventriloquist, és «Bercent mon cœur d'une langueur monotone». Cal destacar que els dos missatges rebuts per Ventriloquist difereixen del text de Verlaine, que escriu «de l'automne» i «blessent» (Ràdio Londres hauria substituït «blessent» per «bercent» per la influència de la versió cantada el 1939 per Charles Trenet).
Una tenaç llegenda, popularitzada als anys seixanta pel periodista Cornelius Ryan, presenta aquest missatge de dues parts com l'anunci que suposadament es va fer a tota la resistència francesa que els aterratges de Normandia tindrien lloc en les hores següents. En referència a aquesta llegenda, les dues primeres estrofes del poema de Verlaine són presents a l'anvers de la moneda commemorativa de 2 euros emesa amb motiu de la celebració del 70 aniversari del desembarcament de Normandia el 6 de juny de 1944.

## Citacions i modificacions
Aquesta citació s'utilitza sovint incorrectament amb les paraules «bercent mon cœur». Charles Trenet va produir notablement una cançó que ell anomena Verlaine partir d'aquest poema, on va escollir dir «bercent mon cœur». Tanmateix, també va cantar el text sense alterar-lo. Georges Brassens, després d'haver reprès la cançó de Trenet, tornarà a posar l'estrofa original. Aquesta tria també va ser la de Léo Ferré per a l'adaptació del mateix poema a Verlaine i Rimbaud; això no obstant, a la gravació pública del DVD Léo Ferré canta els poetes, Ferré també diu «bercent» al primer vers i «blessent» al final de la cançó.
Aquesta citació també es fa servir al començament d'una cançó del grup quebequès Aut'Chose titulada Chanson d'automne.
Abans d'això, trobem l'error a la Història de la literatura francesa d'Émile Faguet, que data de 1900-1905, i en una prova d'una litografia de Frédéric-Auguste Cazals, on es corregeix.
- Serge Gainsbourg, el 1973, diverses vegades al llarg de la cançó Je va venir a dir-te que me'n vaig ("com diu tan bé Verlaine" "amb el mal vent" ", etc.);
- Boby Lapointe a Mr. Agent ("Al violí els meus llargs sanglots / Bressolen el meu dolor / He rebut cops a prop del còlon / Tinc dolor a l'engonal!");
- Pierre Perret a la cançó Les Seins ("Les meves melodioses cançons feien brollar dels seus ulls rodons / grans sanglots als violins");
- Alain Barrière, al tema Elle était si jolie que també té lloc a la tardor, fa una reminiscència del poema verlainià mitjançant l'ús de la mateixa expressió "al mal vent"; en el mateix vers, el cantant "plora sovint", cosa que recorda els "sanglots llargs" de Verlaine;
- Dooz Kawa, a Tristament famós ("Els llargs sanglots dels violins / de la tardor m’aïllen / desembarcament al bloc B / i les fulles han caigut / i s'han assecat a terra. . .").
- Les Discrets, un grup francès de rock, també usà el poema íntegrament com a lletra d'una de les seves cançons.[3][4]
- Oksana Zaboujko, a la seva novel·la El museu dels secrets abandonats.
- Dionysos obre l'àlbum Vampire en Pyjamas amb el tema Chanson d'été.
- Girls und Panzer Der Film: les dues primeres estrofes se citen a la pel·lícula per anunciar l'ajut de les diferents escoles secundàries cap a l'institut Ooarai.
- Alva Noto i Anne-James Chaton, a SONNET de l'àlbum col·laboratiu Alphabet